# Aníbal Ariztía Reyes
Aníbal Ariztía Reyes (Santiago, 16 de marzo de 1956) es un ingeniero, dirigente gremial y empresario chileno. Se desempeñó como director nacional Servicio Agrícola y Ganadero (SAG) durante el primer gobierno del presidente Sebastián Piñera, desde 2011 hasta 2013.

## Biografía
Nieto del médico Aníbal Ariztía Ariztía, cofundador del Hospital Luis Calvo Mackenna de la capital, se formó como ingeniero civil en la Universidad de Chile, en Santiago.
En 1979 ingresó como ingeniero de desarrollo a la forestal Celulosa Arauco y Constitución. Luego pasó a la subgerencia de patrimonio de Forestal Arauco y a la gerencia de Forestal Chile.
En 1990 fue nombrado gerente general de ICE Chile y en 1991 se trasladó a Empresas CMPC, como gerente de su proyecto forestal en Argentina, gerente de administración y finanzas de Protisa, gerente general de Papelera del Plata y, finalmente, gerente general de FABI.
En el año 2000 fue reclutado para liderar, desde la gerencia general, Viña Santa Rita, bodega chilena ligada al abogado y empresario Ricardo Claro. Dejó dicha responsabilidad a mediados de 2010.
En materia gremial, fue el último presidente de la Asociación de Viñas de Chile, cargo que ocupó entre 2003 y 2007 y que se extinguió tras la integración con ChileVid en Vinos de Chile.
Asumió en el SAG en la primera mitad de 2011, en pleno Gobierno del presidente de centroderecha Sebastián Piñera. Entre las tareas que le tocó encarar se contó la regionalización del ente. Renunció al puesto por razones personales a fines de 2013.